# Десятинна вулиця (Київ)
Десяти́нна вулиця — вулиця в Шевченківському районі міста Києва, місцевість Старий Київ. Пролягає від Михайлівської площі до Андріївського узвозу і Володимирської вулиці.

## Історія
Вулиця прокладена не пізніше XVIII століття, на плані міста 1803 року, складеному архітектором Андрієм Меленським, зазначена під назвою Трьохсвятительська, на плані міста 1838 року — Андріївська. Пізніше, після продовження у 1830–40-х роках Трьохсвятительської вулиці до Хрещатика, залишалася у її складі. У 1861 році була віднесена до вулиць 2-го розряду.
У 1919 році існував проект надати їй назву Княжий Двір (оскільки саме поблизу неї був розташований палац великих князів київських). У 1919–1955 роках складала частину вулиці Жертв Революції, з 1955 року — вулиці Героїв Революції. У 1958 році виділена в окрему вулицю і тоді ж одержала сучасну назву — від Десятинної церкви, що була розташована поблизу, на вулиці Володимирській, 2.

## Пам'ятки архітектури та історії
- № 9 — особняк промисловця Василя Симиренка. Зведений архітектором Володимиром Ніколаєвим в 1899 році, в стилі «неогрек».
- № 8 — будинок житловий XIX ст.
- № 13, 14 — пам'ятки історії.

## Особистості
Будинок № 9 належав українському промисловцеві та меценату Василеві Симиренку.
У будинку № 14 мешкали художник Михайло Врубель, історик Микола Костомаров, професор Адріян Прахов, художник Костянтин Крижицький, зупинився поет Олексій Апухтін, жив та помер польський художник Вільгельм Котарбінський.
У будинку № 13 проживали Герой Радянського Союзу генерал-полковник Пилип Жмаченко та академік Михайло Птуха, у № 10 — державний діяч та вчений Анатолій Луначарський.

## Меморіальні дошки
- № 9 — Симиренку Василю Федоровичу (1835–1915), промисловецю і технологу цукроводства, який мешкав у цьому особняку в 1899–1915 рр. Відкрито 26 вересня 1995 року, скульптор В. І. Сивко
- № 13 — Жмаченку Пилипу Феодосійовичу (1895—1966), Герою Радянського Союзу, що жив у цьому будинку в 1946–1966 рр. Відкрито у 1967 році, замінено у 1978 році; архітектор А. Д. Корнєєв.
- № 14 — Врубелю Михайлу Олександровичу (1856–1910), художнику, який перебував у цьому будинку в 1884–1889 роках. Відкрито 22 січня 1962 року, скульптор Іван Кавалерідзе, архітектор Раїса Бикова.

## Установи та заклади
- Посольство Великої Британії в Україні (буд. № 9)
- Музей «Духовні скарби України» (буд. № 12)
- Державна служба України з питань праці (буд. № 14)
- «Альфа-Банк Україна», головний офіс (буд. № 4/7)
- Музей історії Десятинної церкви